# Jean-Marc Nobilo
Jean-Marc Nobilo est un footballeur puis entraîneur français, né le 27 juillet 1960 à Cahors dans le département du Lot.
Après une carrière de joueur au niveau amateur (division 3) et un début de carrière d’éducateur au SC Hazebrouck, il devient entraîneur à l’Île de la Réunion à l'US Stade Tamponnaise et au CS Saint Denis (avec une participation au quart de finale de la Coupe d'Afrique 1993) puis surtout au Havre AC (Ligue 2). Il y exerce les fonctions d’entraîneur de l’équipe réserve pro, de directeur du centre de formation puis d’entraîneur principal de l’équipe professionnelle. Champion de France de Ligue 2 lors de la saison 2007-2008 et nommé meilleur entraîneur de Ligue 2, il permet ainsi au club de retrouver la Ligue 1.
Il poursuit ensuite sa carrière en France et à l'international à travers différentes expériences : sélectionneur du Bénin A (finale du tournoi de l'UMEOA 2010), directeur technique national de la Côte d’Ivoire (participation aux huitièmes de finale de la Coupe du Monde U17 au Mexique en 2012), directeur du centre de formation à l'AJ Auxerre (Ligue 2) où il remporte la Coupe Gambardella en 2014. Il est spécialiste des accessions en division supérieure avec les équipes réserves professionnelles (en 2005 avec le SCO d'Angers, en 2007 au Havre AC et enfin à l'AJ Auxerre en 2014).

## Biographie
Après différentes expériences à l’Île de la Réunion (entraîneur et directeur du centre de formation), à l'Île Maurice (directeur technique national et responsable des sélections U20 et U17), au Liban (Directeur Technique National et responsable des sélections U20, U17 et U15) et à Al-Aïn aux Émirats Arabes Unis (directeur de la formation), Jean-Marc Nobilo revient en France métropolitaine en 2004 en tant qu’entraîneur adjoint de l’équipe professionnelle avec Noël Tosi et entraîneur principal de l’équipe réserve pro du Angers SCO. Il dirige également le centre de formation. Champion de la Ligue Atlantique, il permet à l’équipe réserve de connaître la promotion en CFA 2.
En 2005, Jean-Pierre Louvel, président du Havre AC, lui propose le poste de directeur du centre de formation et entraîneur de l’équipe réserve pro en CFA 2. Il fait accéder cette équipe réserve à la CFA en 2006.
Lors de l’été 2007, il remplace Thierry Uvenard à la tête de l’équipe professionnelle du Havre AC, alors en Ligue 2. Sous sa direction, le club havrais domine le championnat, remporte le titre de champion à deux journées de la fin et remonte en Ligue 1. Jean-Marc Nobilo est alors élu meilleur entraîneur de Ligue 2 aux trophées UNFP. Il renouvelle son contrat avec le Havre AC pour deux saisons supplémentaires. Le retour en Ligue 1 est difficile. Dernier du classement en décembre et après quatre défaites en cinq matchs, Jean-Marc Nobilo est nommé manager sportif du club normand par le Président Jean-Pierre Louvel. L’ex-entraîneur sochalien Frédéric Hantz prend son poste d’entraîneur de l’équipe professionnelle.
Il obtient le DEPF en 2010. En septembre 2010, il est nommé sélectionneur de l’équipe nationale du Bénin. Poste qu’il quitte dès le mois de novembre car ses conditions salariales ne sont pas respectées.
En février 2011, il est nommé directeur technique national (DTN) de la Fédération Ivoirienne de Football et responsable des sélections U20 et U17, par Jacques Anouma (président de la fédération), pour deux saisons. Sous sa direction, la sélection U17 de la Côte d’Ivoire atteint les huitièmes de finale de la Coupe du Monde U17 au Mexique avec le coach Alain Gouaméné. En octobre 2011, à la suite du changement politique complet en Côte d’Ivoire, le nouveau président de la F.I.F. met fin à son contrat pour motif de « nouvelle vision sportive ».
En janvier 2012, il devient responsable des sélections de jeunes de l’Algérie et entraîneur de l’équipe U20. Il démissionne de son poste le 23 mars 2013, après l’élimination de l’équipe en phase de poules de la Coupe d’Afrique des Nations Junior, organisée en Algérie.
En juin 2013, il revient en France et devient le directeur du centre de formation de l’AJ Auxerre (Ligue 2), en remplacement de Raphaël Guerreiro. Il signe avec le club auxerrois un contrat d’une durée de quatre saisons.
En 2014, il prend en charge l’équipe réserve pro. Champion de CFA 2 et élu meilleur entraîneur de son groupe par ses pairs, il fait monter l’équipe en CFA et finit la saison suivante (2015 – 2016) sur le podium derrière Lyon la Duchère et Grenoble Foot 38. Par ailleurs, en duo avec Johan Radet (entraîneur de l’équipe U19), l’AJ Auxerre remporte la Coupe Gambardella après douze ans d’attente.
Durant la saison 2016 – 2017, il devient consultant en Slovaquie pour le FC DAC Dunajskà (Division 1) et conseiller du président Oszkàr Vilagi pour la formation.
En juin 2017, il devient l’entraîneur de l’équipe professionnelle du Stade Lavallois (National). Il quitte ses fonctions le 17 décembre 2017 dans le cadre d’une séparation à l’amiable.
En juin 2018, sur recommandation de la direction technique nationale de la Fédération Française de Football, il est nommé directeur technique régional de la Ligue Réunionnaise de Football par son président Yves Estheve. Il est chargé de la formation des entraîneurs et du plan de performance fédérale avec les sélections de jeunes (de U13 à U20, féminines et masculines).
En 2020, pour des raisons familiales et dans le contexte de la crise sanitaire, Jean-Marc Nobilo rentre en métropole et répond favorablement à l’offre d’emploi du président du Paris FC (Ligue 2), Pierre Ferracci. Il devient directeur du centre de formation et responsable du développement du club à l’international (Bahreïn, Inde).

## Clubs

### Joueur
- 1981-1982 :  Castets-en-Dorthe
- 1982-1987 :  SC Hazebrouck

### Entraîneur
- 1988 - 1991 :  US Stade Tamponnaise La Réunion (Entraîneur)
- 1991 - 1993 :  CS Saint-Denis La Réunion (Entraîneur)
- 1993 - 1996 :  La Réunion (CTD / Directeur du Centre de Formation)
- 1996 - 1999 :  Le Havre AC (Réserve pro)
- 1999 - 2001 :  Maurice (DTN et Sélection U20)
- 2001 - 2002 :  Al Aïn (Directeur technique de la Formation)
- 2002 - 2004 :  Liban (DTN et sélections U20/U16)
- 2004 - 2005 :  Angers SCO (Adjoint Ligue 2 / Entraîneur Réserve pro)
- 2005 - 2010 :  Le Havre AC (Entraîneur Réserve pro / Directeur du Centre de Formation / Entraîneur pro / Manager sportif)
- Sep 2010 - Oct. 2010 :  Bénin (Sélectionneur A / CHAN)
- Fév. 2011 - Oct. 2011 :   Côte d'Ivoire (DTN et sélections U20 / U17)
- Jan. 2012 - Mars 2013 :  Algérie (Sélections U20 / U19)
- 2013 - 2017 :  AJ Auxerre (Directeur du Centre de Formation / Entraîneur Réserve pro)
- 2017 - déc. 2017 - :  Stade lavallois (Entraîneur pro)
- 2018 - 2020 :  Ligue Réunionnaise de Football (Directeur Technique Régional FFF)
- 2020 :  Paris FC (Directeur du Centre de Formation)
- 2024 - jusqu’à aujourd’hui :  Raja CA (Directeur du Centre de Formation)

## Palmarès
- 2005 - Champion DH Ligue Atlantique avec l'équipe réserve pro du SCO d'Angers
- 2006 - Vainqueur du Tournoi des centres de formation de Ploufragan avec l'équipe réserve pro du Havre AC
- 2007 - Champion de CFA 2 avec l'équipe réserve pro du Havre AC
- 2008 - Champion de Ligue 2 avec l'équipe du Havre AC et meilleur entraîneur de Ligue 2 (Trophées UNFP)
- 2010 - Vice-Champion de France des Réserves de clubs professionnels avec l'équipe réserve du Havre AC
- 2011 - Huitièmes de finale de la Coupe du Monde U17 au Mexique avec la Côte d'Ivoire
- 2014 - Vainqueur de la Coupe Gambardella avec l'équipe U19 de l'AJ Auxerre
- 2015 - Champion de CFA 2 avec l'équipe réserve pro de l'AJ Auxerre et meilleur entraîneur de CFA 2
- 2016 - Podium de CFA avec l'équipe réserve pro de l'AJ Auxerre